# Premio Robèrt Lafont
El Premio Robèrt Lafont es un galardón bienal creado por la Generalidad de Cataluña que se otorga a personas o entidades que se hayan destacado en la defensa, proyección y promoción del idioma occitano en cualquiera de sus manifestaciones. El premio lleva el nombre del lingüista y escritor francés Robèrt Lafont.
La primera edición fue en 2010 siendo galardonado Peire Bec.
La primera entidad premiada por la Fundación del Museo Etnológico del Valle de Arán en 2016.

## Premiados
- 2010: Peire Bec.[2]
- 2012: Felip Gardy.[3]
- 2014: Jacme Taupiac.[4]
- 2016: Fundación del Museo Etnológico del Valle de Arán.[5]
- 2018: Georg Kremnitz.[6]
- 2020: Frederic Vergés.[7]
- 2022: Xavier Lamuela y Lissa Escala[8]
- 2024: Fredo Valla.[9]